# Sokcho
Sokcho (kor. 속초시) – miasto w Korei Południowej, w prowincji Gangwon. W 2001 liczyło 89 461 mieszkańców.